# Fardisja
Fardisja (arab. ‏فرديسيا‎, hebr. ‏פרדיסיא‎, łac. Phardesi) – dawna palestyńska osada, wyludniona w czasie wojny domowej w Mandacie Palestyny, 1 kwietnia 1948, przez siły żydowskie. Znajdowała się 2,5 km (1,55 mi) na południe od Tulkarmu.

## Historia
Krzyżowcy znali to miejsce jako Phardesi. W 1265 Fardisja była jedną z wiosek i posiadłości sułtana Bajbarsa przydzielonych jego emirom po tym, jak przepędził on z nich krzyżowców, przypadła emirowi Saifowi al-Din Baidaghanowi al-Rukni.

### Dzieje współczesne
Podczas spisu ludności Palestyny w 1922 roku osadę zamieszkiwało 15 wieśniaków, wszyscy byli muzułmanami. Liczba ta wzrosła przy spisie z 1931 do 55 mieszkańców w 14 budynkach mieszkalnych.
W 1945 osada liczyła 20 mieszkańców i 1092 dunamy ziemi. Z tego łącznie 187 dunamów to plantacje i nawadniane grunty, 388 pola uprawne zbóż, natomiast 19 dunamów stanowiły obszary zabudowane.
Osada całkowicie opustoszała po zajęciu jej przez bojówki żydowskie w 1948.
Obecnie moszaw o nazwie Sza’ar Efrajim jest najbliżej miejsca dawnej Fardisji.